# JPVマリキナFC
ジャパン・フィリピン・ヴォルテス・マリキナ・フットボールクラブ（英語: Japan Philippines Voltes Marikina Football Club）は、フィリピンのマリキナに本拠地を置くサッカークラブ。略称はJPVマリキナFC（JPV Marikina FC）である。

## 概要
2015年、前身のMAJ FCからJP Voltes FCに名称変更。2017年にJPV Marikina FCに名称を変更。
Voltesとはフィリピンでも人気があるスーパーロボットアニメのボルテスVと、英語の旋風を意味するVortex,Vorticesが由来であり、日本人とフィリピン人の力を合わせ、フィリピンサッカーに旋風を巻き起こすという思いが込められている。
チーム理念は「サッカーを通して、フィリピンの発展に貢献し且つ自分たちが身を持って夢を与えたい」を元に、「フィリピンサッカーの普及、発展に貢献する」、「子供達に夢を与えられる存在になる」、「アジアで活躍し世界に誇れるサッカークラブを目指す」という3つを掲げている。

## 歴史
1993年、Manila Mini Soccer World Cupに参加するため、日本人サッカーチームが結成された所から始まる。
1998年、フィリピンサッカーリーグE-League開幕と同時に、E-Leagueに加盟する。
1999年、正式名称のなかったチームはManila All Japan FCに名称が決まる。
2000年、E-LeagueはPFF傘下となりユナイテッド・フットボールリーグ（U-League）に名称変更し、Manila All Japan FCはU-Leagueに加盟する。
2009年、Football AllianceがセミプロリーグUFLを立ち上げ、Manila All Japan FCはUFL2部に加盟する。当時のUFLは外国人枠の制限がなく、日本人中心のチーム構成であった。
2013年10月のUFL Cupから外国人枠が5人に制限され、日本人中心のチームはフィリピン人との混合チームになる。
2014年、UFL1部昇格を目指しチームをセミプロ化して、名称をMAJ FCに変更する。日本人プロ選手、フィリピン人プロ選手が数名加わる。Manila All Japan FCはそのまま活動を続け、WFL(weekend football league)に加盟する。
2015年、名称をMAJ FCからJP Voltes FCに変更する。UFL2部を2位で終え、入れ替え戦の末に目標であった1部昇格を決める。
2016年、UFLは1部と2部が合併することを発表し、外国人枠の制限も4人となる。UFL Cupを6位、UFLの前期を3位で終える。

## 成績
2015年 UFL2部 2位/UFL Cup ベスト8
2016年 UFL Cup 6位 

## 所属メンバー
15 August 2017現在
注：選手の国籍表記はFIFAの定めた代表資格ルールに基づく。
| No. | Pos. |            | 選手名                          |
| --- | ---- | ---------- | ------------------------------- |
| 1   | GK   | フィリピン | Felipe Tripulca Jr.             |
| 2   | GK   | フィリピン | Elijah Aban                     |
| 3   | DF   | 日本       | 柳川雅樹                        |
| 4   | DF   | フィリピン | Camelo Tacusalme (vice-captain) |
| 5   | MF   | フィリピン | Jayson Cutamora                 |
| 6   | MF   | フィリピン | Sean Patrick Kane               |
| 7   | FW   | 日本       | 上里琢文                        |
| 8   | MF   | フィリピン | Ali Mahmoud                     |
| 9   | MF   | フィリピン | Robert Cañedo (vice-captain)    |
| 10  | FW   | フィリピン | 大友慧                          |
| 11  | MF   | 日本       | 小田原貴 (captain)              |
| 13  | MF   | フィリピン | Jaime Poderoso Jr.              |
| 14  | MF   | フィリピン | Alen Angeles                    |

| No. | Pos. |            | 選手名                         |
| --- | ---- | ---------- | ------------------------------ |
| 15  | DF   | フィリピン | Alexandro Elnar (vice-captain) |
| 16  | MF   | 日本       | 下野淳                         |
| 17  | MF   | フィリピン | Aaron Altiche                  |
| 18  | DF   | フィリピン | David Basa                     |
| 19  | DF   | フィリピン | Lemuel Unabia                  |
| 20  | FW   | フィリピン | William Espinosa               |
| 21  | FW   | フィリピン | J Baguioro                     |
| 22  | DF   | フィリピン | Kouichi Belgira                |
| 23  | MF   | フィリピン | John Celiz                     |
| 24  | DF   | フィリピン | Jhoguev Ybañez                 |
| 25  | GK   | フィリピン | Nelson Gasic                   |
| 27  | DF   | フィリピン | Peter Fadrigalan               |
| 29  | DF   | フィリピン | Daishi Takano                  |

## 歴代所属選手
- 野田智裕（2014年-2015年9月）
- 中村元樹（2014年1月-5月）
- 加門亮兵（2014年7月-2015年9月）
- 中垣内優太
- 星出悠
- 森保圭悟